# 荻原重秀
荻原 重秀（おぎわら しげひで）は、江戸幕府の旗本。通称は彦次郎、五左衛門。官位は従五位下・近江守。
勘定奉行を務め、管理通貨制度に通じる経済観を有し、元禄時代に貨幣改鋳を行ったことで有名。

## 経歴
旗本・荻原十助種重（200俵）の次男として江戸に誕生。母は横松氏の娘。武鑑に本国甲斐とあるのは、荻原家始祖の荻原昌勝（1461年-1535年）が武田氏より分家して甲斐国山梨郡荻原村に移り住んだためである。『甲陽軍鑑』によれば、荻原昌勝は国境の秩父口防備にあたり、武田信虎・晴信の2代にわたって弓術と兵法を教えたと言われ、武田二十四将の1人に加える異説もある人物とされる。武田氏滅亡後は三世甚之丞昌之が徳川氏に仕えて旗本となる。爾来、荻原家本家は八王子に留まり分家の1つと共に代々八王子千人頭を勤めたが、他の分家はみな江戸に住まい、それぞれ旗本として明治維新を迎えた。荻原種重家の家督は兄の荻原左兵衛成重が継ぎ、重秀は別家を興した。
延宝2年（1674年）10月26日に同輩中最年少で幕府勘定方に列し、11月7日に将軍・徳川家綱にはじめて謁見。延宝3年（1675年）12月21日、切米150俵を支給された。延宝7年（1679年）12月3日、先の五畿内検地の功績で時服二領羽織一領を与えられた。このとき褒美を与えられたものは数名のみであった。天和元年（1681年）に上野沼田藩主・真田信利が改易にされた際にはその郷村の受け取りのために沼田へ赴いた。天和3年（1683年）10月11日、勘定組頭に就任。12月21日に100俵を加増。
貞享4年（1687年）9月10日、勘定頭3名の罷免により勘定頭差添役（のちの勘定吟味役）に任命され、さらに300石を加増され、先の250俵の切米も領地に代えられて都合550石を領した。12月25日には布衣の着用を許された。元禄2年（1689年）8月21日、200石加増（都合750石）。元禄3年（1690年）10月7日には佐渡奉行に任ぜられた。ここでも検地を実施、佐渡では金山経営中心であったため、従来の検地は甘く、佐渡の実際の収穫石高は遥かに大きかった。この年貢増収を、荻原はさらに佐渡金山の水抜き穴を設ける工事の費用に使用し、当時行き詰りかけていた金山経営の改善に取組んだ。
元禄8年（1695年）12月22日、1,000石の加増（都合1,750石）。元禄9年（1696年）4月11日、勘定奉行に就任し、250石を加増（2,000石）。12月22日に従五位下近江守に就任した。元禄11年（1698年）12月21日にはさらに500石の加増があり（都合2,500石）、元禄12年（1699年）4月には長崎へ赴いている。元禄16年（1703年）2月にも稲垣重富の副使として京都・大坂・長崎などへ赴いている。宝永2年（1705年）12月11日に700石加増される（都合3,200石）。
宝永6年（1709年）に将軍・徳川綱吉が死去し、同年2月3日に、将軍職に就く運びとなった徳川家宣が重臣を集めて代替わりの諸費用について尋ねたとき、重秀は窮地に陥った幕府財政を救うには金銀改鋳しかないと申し述べたところ、新井白石が強く反対したが、銀座に内々に永字銀を鋳造させた。この時が重秀・白石の直接対決の始まりであった
。これより新井白石などの家宣近臣達との関係が悪化。宝永7年（1710年）4月25日、張り紙値段を勝手に引き下げようとして、将軍・家宣への拝謁を禁止されているが、わずか4日後の29日には許されている。12月11日には500石の加増を受けており、都合3,700石を領した。さらに正徳元年（1711年）7月18日にも評定所での精勤ぶりをもって熨斗縮絹紬、越後縮などを与えられている。
しかし朝鮮との貿易で人参代往古銀の鋳造を余儀なくされるなど貨幣の悪鋳を国辱と受け止めた新井白石の憎悪は深く、度重なる弾劾を受けて、「荻原を罷免しなければ、荻原と刺し違えをする」と迫られた病没寸前の家宣はついに折れ、正徳2年（1712年）9月11日に勘定奉行を罷免された。嫡男の荻原乗秀には辛うじて越前国坂井郡で700石の相続が許された。正徳3年（1713年）9月26日に死去。絶食して自害したとも言われる。東京都台東区谷中の長明寺に葬られた。法名は日秀居士。妻は青柳勘右衛門道孝の娘、後妻は高木忠右衛門定清の娘。なお嫡男・乗秀の母はそのいずれでもなく、某氏の娘。

## 経済政策

### 延宝検地
家綱の代の延宝5年（1677年）幕府は太閤検地以降80年もの間一度も検地を行わなかった五畿内の検地を実施した。事後の人事動向から見て、検地の細かい業務立案者は荻原重秀であったと推定される。重秀は、五畿内の土豪出身の世襲代官の妨害を排するため、近隣の諸大名に検地を行わせることを提言し、同時に勘定所からも巡検団を派遣して現地調査を行うことで、より正確に現地の状況を把握することに努めた。さらに重秀は、これらを円滑に行うための全29条の検地条目を策定し、見事に検地をやり遂げることに成功した。
この結果を受けた重秀は、延宝8年（1680年）に将軍の座に就いたばかりの綱吉や幕閣に対し世襲代官制の弊害を提言し、それを受けた幕府は世襲代官達を一掃して、代官の完全な官僚化を推し進めた。

### 佐渡金山再生
元禄3年（1690年）に佐渡奉行に任ぜられた重秀は、当時生産量が落ち込んでいた佐渡金山を再生させるために、翌元禄4年（1691年）佐渡へと渡海した。現地にて金山の状況を調べ上げた重秀は、坑内に溜まった地下水を排出するための排水溝を掘削することを決める。その5年後の元禄9年（1696年）に「南沢疏水坑」が完成し、これにより佐渡金山は生産量が回復した。
しかし増産も少量にとどまり、17世紀後半以降は金銀とも産出は衰退が大勢であった。江戸時代の佐渡金山の総産出量は約41トンでその大部分が寛永年間以前、明治期8トン、大正期7トン、昭和期21トンと、近代の機械化による技術革新の成果がこの程度であり、ピークを過ぎた鉱山からの増産は望み薄だった。
これと平行して重秀は、佐渡国の大規模検地に着手し、その結果元禄4年の年貢収入は前年より8割も増加し、重秀はその増加分を佐渡金山再生に充てることで、佐渡全体の経済サイクルを構築した。しかし、この年貢増徴策が佐渡の農民の怒りを買い、後々の失脚の一因となった。
重秀は2ヵ月間の滞在の後に江戸へと帰還し、以後は佐渡に渡海することは無かったものの、21年間に亘って佐渡奉行として現地との連絡を欠かさずに取りながら、佐渡の治世や金山管理に勤めた。

### 元禄検地と地方直し
元禄10年（1697年）には、御蔵米地方直令を出して、500石以上の蔵米取の旗本と、知行と蔵米の合計が500石以上の旗本を全て知行取りに変更する元禄地方直を行なった。この政策に先駆けて、元禄検地を実施し、質地取扱の覚を制定している。
地方直しは幕府財政の立て直しのため、生産性の高い地域や運上金が上がる地域を幕府領に編入し、年貢米の運搬費用を削減するなどの目的があり、質地取扱の覚は田畑永代売買禁止令に基づいた従来の制度を変更し、質流れによる田畑の所有権移転を実質的に認める政策であった。

### 貨幣改鋳
元禄時代になると新たな鉱山の発見が見込めなくなったことから金銀の産出量が低下し、また貿易による金銀の海外流出も続いていた。その一方で経済発展により貨幣需要は増大していたことから、市中に十分な貨幣が流通しないため経済が停滞する、いわゆるデフレ不況の危機にあった。それをかろうじて回避していたのが将軍綱吉とその生母桂昌院の散財癖だったが、それは幕府の大幅な財政赤字を招き、このころになると財政破綻が現実味を帯びたものになってきていた。そうした中で、綱吉の治世を通じて幕府の経済政策を一手に任されたのが重秀だった。
重秀は、政府に信用がある限りその政府が発行する通貨は保証されることが期待できる、したがってその通貨がそれ自体に価値がある金や銀などである必要はない、という国定信用貨幣論を200年余りも先取りした財政観念を持っていた。従前の金銀本位の実物貨幣から幕府の権威による信用通貨へと移行することができれば、市中に流通する通貨を増やすことが可能となり、幕府の財政をこれ以上圧迫することなくデフレを回避できる。そこで重秀は元禄8年（1695年）、慶長金・慶長銀を改鋳して金銀の含有率を減らした元禄金・元禄銀の鋳造を金座・銀座に命じた。

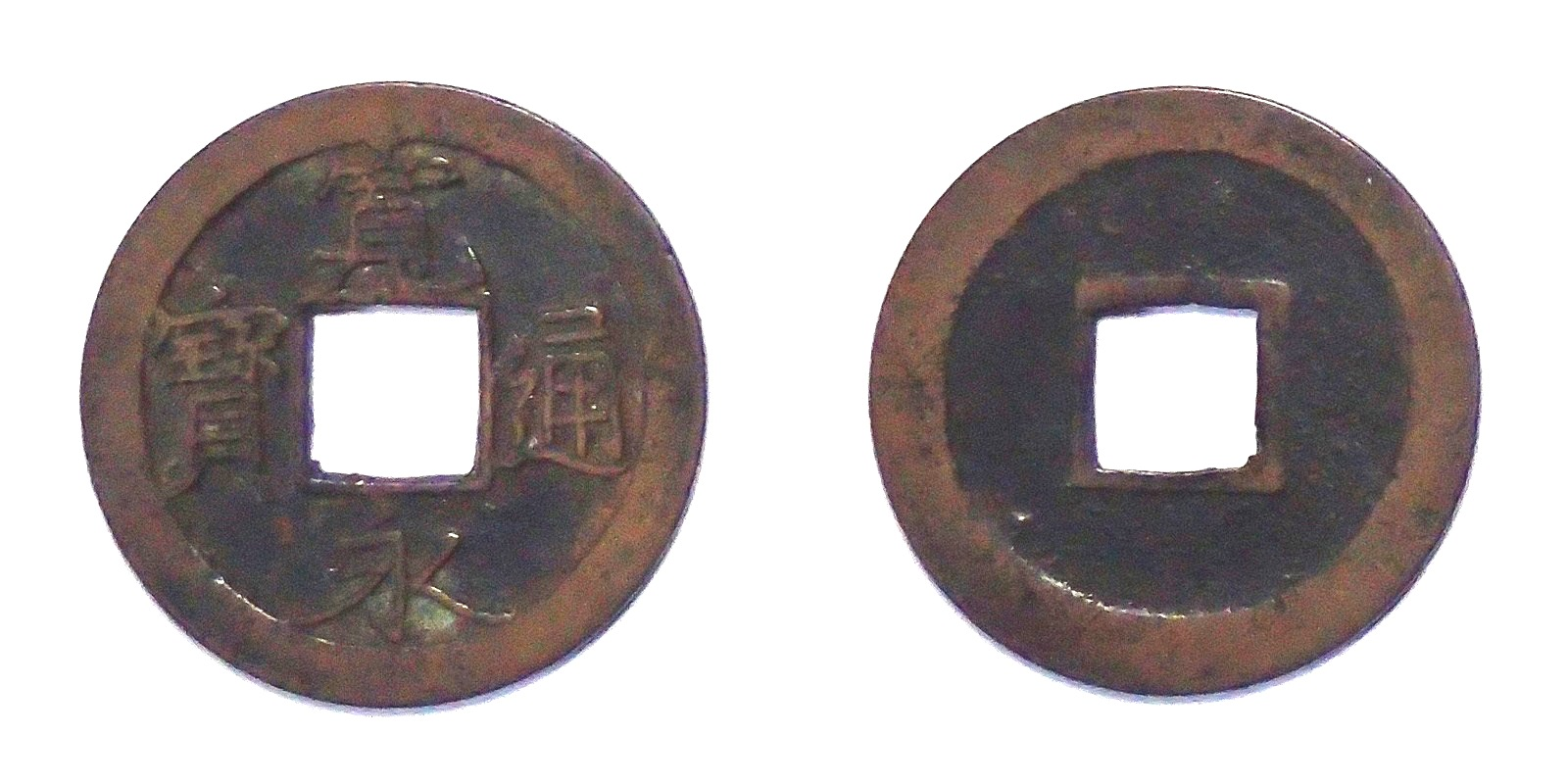
寛永通寳。元禄期京都七条銭。俗称荻原銭。

元禄年間には産出銅は銅座が一括管理して金銀に代わり銅を輸出することとし、銅の需要が高まった。その一方で参勤交代などがもたらした全国的市場の発展による銭需要の増大、および金銀改鋳により銭相場が高騰したため、薄小化した寛永通寳の増鋳を命じた。訊洋子が著した『三王外記』には、このときの重秀の決意を表した「貨幣は国家が造る所、瓦礫を以ってこれに代えるといえども、まさに行うべし。今鋳るところの銅銭は悪薄といえども、なお紙鈔に勝れり。之を行ひとぐべし。」（猷王寛永中所鑄錢、曰寛永通寳、而形小焉、重六分強、與寛永錢並行相或言、錢薄小且惡、直秀〔ママ〕曰、幣者國家所造、雖以瓦礫代之、而且可行、今所鑄銅錢、雖惡薄尚勝於紙鈔、可遂行之、）という有名な言葉を伝えている。この薄小な銭は俗称「荻原銭」と呼ばれた。
幕府の改鋳差益金は金銀合せて528万両余ともされる。従来この貨幣改鋳は経済の大混乱を招き、未曾有のインフレ（元禄バブル）をもたらしたと考えられてきたが、金沢大学教育学部教授の村井淳志の研究によれば、元禄期貨幣改鋳の後11年間のインフレ率は名目で平均3％程度と推定され、庶民の生活への影響はさして大きなものではなく、また改鋳直後の元禄8・9年に米価が急騰したのは主に冷夏の影響としている。その一方で、改鋳により豪商や富裕層が貯蓄していた大量の慶長金銀の実質購買力は低下し、商人たちは貨幣価値の下落に直面して貯蓄から投資へ転じた。こうして従前は幕府の御金蔵から商家の蔵へ金銀が流れる一方だった経済構造に変化が生じ、これ以上幕府財政に負担をかけずに緩やかなインフレをもたらすことが実現された。その結果経済は元禄の好景気に沸いたのである。現代の観点から、重秀の最大の業績はこの改鋳であり、この改鋳を「大江戸リフレーション（通貨膨張）政策」と評価する説もある。綱吉時代が終わり、新井白石らがこの政策を転換し、徳川吉宗が強硬に推進した良貨政策以降の経済停滞は「白石デフレ」とも呼ばれる。

### 災害対応
しかしこの時期は、関東の元禄地震、東海 - 南海の宝永地震、富士山の宝永大噴火など大規模な自然災害に加え、宝永の大火による内裏焼失や将軍代替わりによる出費が続いたこともあり、幕府の赤字財政からの脱却は困難を極めた。重秀は、これらの災害復興も担当し、元禄地震では江戸城および周辺の破損箇所の修復を命じ、宝永地震では被災した東海道筋の宿場町の修復について各大名らの手伝い普請の指導的役割を担った。
重秀は一方では佐渡金山にテコ入れ策を講じ、また一方では長崎貿易を増加して運上金を徴収、幕府史上初めての大名への課税、さらには全国の酒造家にも50％の運上銀をかけるなど、一貫して幕府歳入の増加に努めた。そこで財政赤字の補填を目的として元禄の改鋳に続いて、宝永年間には銀を中心に更なる改鋳を命じた。宝永3年（1706年）には宝永銀、宝永7年（1710年）には宝永金・永字銀と立続けの貨幣改鋳を行った。撩乱した元禄文化は終止符を打ったのである。

## 死後

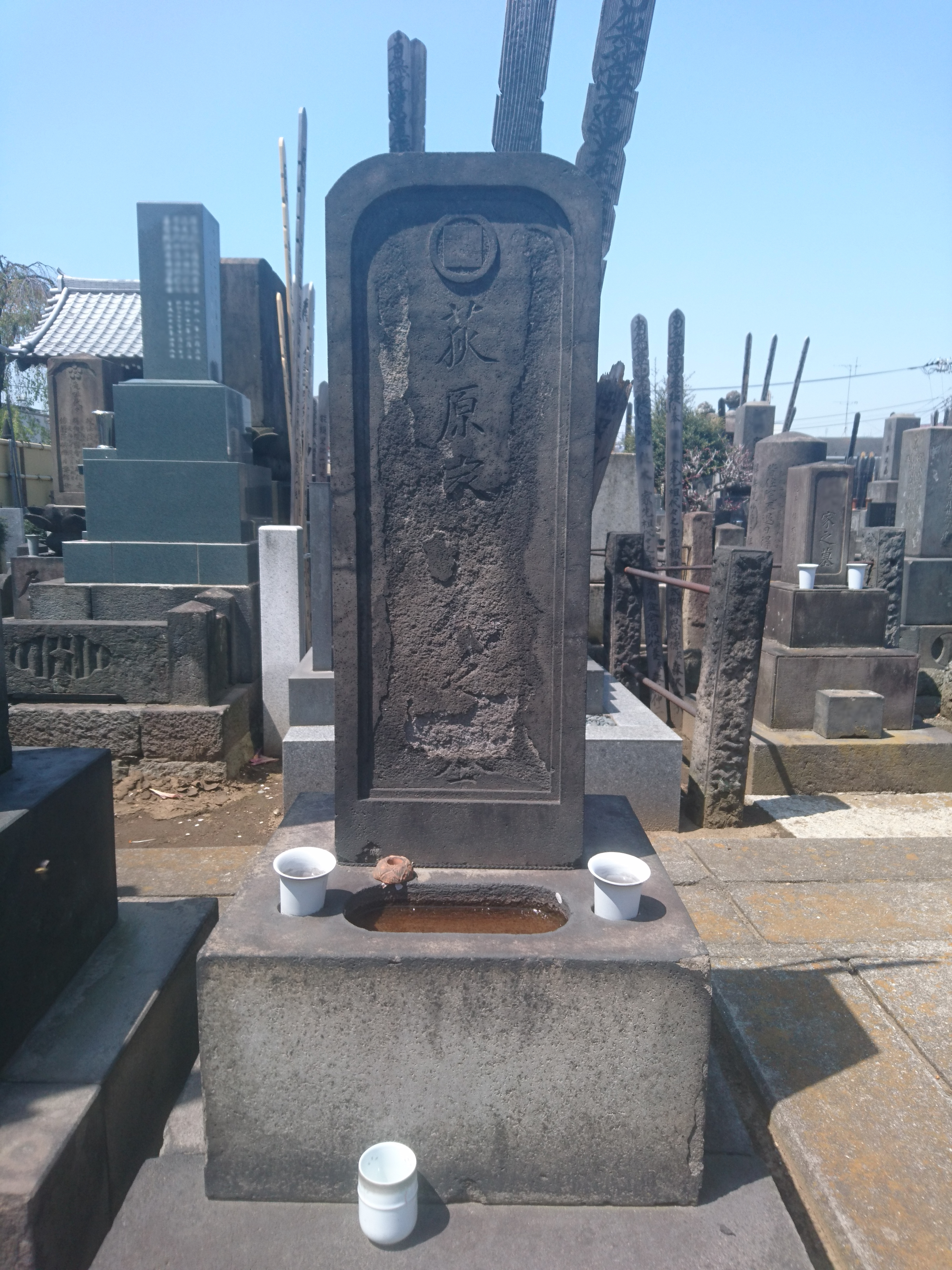
東京都台東区谷中の長命寺にある荻原重秀の墓

荻原重秀は書物を残さなかった。これに対し、重秀を追い落とした新井白石は『折たく柴の記』で「荻原は26万両の賄賂を受けていた」などと繰り返し、一方的な悪評が定着した。
幕府財政の補填に真剣に取り組み、その手段としての金銀改鋳が結果的に通貨の増量、領国貨幣の幕府貨幣への統一を成し得たことは評価されるが、その改鋳成功と銀座と共に多額の利益を得たことに味を占め、改鋳による弊害を省みることなく際限なく改鋳を繰り返したことが失敗の因であったとされる。
当時は実質価値を伴わない名目貨幣が世に受け入れられる状況にはなく、元禄銀・宝永銀各種・慶長-正徳銀が混在流通していた享保3年（1718年）には、各銀は市場の相場を容認して品位に基づいて貨幣価値が定められる有様だった。宝永銀の鋳造中には、朝鮮との取引で高品位の人参代往古銀の鋳造を余儀なくされ、中国人は長崎において日本の丁銀を南鐐銀である銀錠に改鋳して用いるなど、当時の通貨の未発達な段階に於いては含有金銀量に基づく実質価値が重視されるのが世界の大勢であった。
また、重秀の意見が後世に伝わらなかったことがもたらした最大の災厄は、幕末の開国時に起きた。実物貨幣から信用貨幣へのシフトという政策を支える経済理論が後世に伝わらなかったため、改鋳により金地金より高い価値を持つようになった金貨および南鐐二朱銀以降秤量貨幣から計数貨幣へ切り替わるとともに銀地金の数倍の価値を持つようになった銀貨の仕組みについて、幕府は金本位制が主流の欧米諸国を納得させる説明ができず、地金の価値に基づく為替レートを承認させられた。諸外国では金銀比価が金1：銀15に対し、日本では金1：銀5であった。その結果、金が国外に大量に流出し、流出防止のために金貨の価値を銀貨の価値に対し相対的に引き上げる必要が生じ、金貨の量目を低下させたので、インフレーションが発生し、日本経済は混乱した（幕末の通貨問題参照）。世界は1930年代までは金本位制が大勢を占める状況であった。

## 関連作品
- 『 もしも徳川家康が総理大臣になったら』（2021年、サンマーク出版　著者：眞邊明人）